# محمد الأحمد
محمد الأحمد (27 فبراير 1979 -)، ممثلٌ سوري.

## عن حياته
هو شقيق الممثل أحمد الأحمد قدما الثانوية معًا، ولكنَّ مُحمد تعرض لحادثٍ وتأخر قليلًا عنه في الدراسة بالمعهد العالي للفنون المسرحية، فدرس الأدب العربي في جامعة البعث السورية، وتقدم بعدها إلى المعهد، وكان في هذه الفترة قد عمل حلاقًا نسائيًا وأيضًا في التجارة. كانت أول أدواره عام 2002 من خلال مسلسل (هولاكو)، ليلتحق بعدها بالمعهد العالي للفنون المسرحية في دمشق وتخرج منه عام 2005.
قدم عدد من الأفلام التي قام ببطولتها، مع المخرج جود سعيد.

## أعماله

### السينما
- (2004): باب الشمس
- (2005): "الرد الكامل من أجلها"- فيلم قصير
- (2008): دمشق يا بسمة الحزن
- (2009): بوابة الجنة
- (2016): رجل وثلاثة أيام
- (2017): مطر حمص
- (2018): صديقي محمد
- (2019): درب السماء

### التلفزيون
- (2002): هولاكو
- (2004): ليل السرار
- (2005): الظاهر بيبرس بدور أباقا
- (2006): المحروس
- (2007): الليلة الثانية بعد الألف
- (2007): ظل امرأة
- (2007): أشياء تشبه الحب
- (2008): يوم ممطر آخر بدور سليم
- (2008): قمر بني هاشم بدور عمرو بن العاص
- (2008): بهلول أعقل المجانين ج3
- (2009): الحوت بدور كامل
- (2009): رجال الحسم  بدور زيفاي
- (2009): قلوب صغيرة  بدورسمير
- (2009): قلبي معكم
- (2010): رايات الحق
- (2010): تقاطع خطر
- (2010): أنا القدس بدور نخلة
- (2010): الهروب
- (2011): توق بدور كريستفور
- (2011): سوق الورق
- (2012): المصابيح الزرق بدور فارس
- (2012): الهروب
- (2013): حدث في دمشق
- (2013): سوبر فاميلي
- (2013): نساء من هذا الزمن
- (2014): باب المراد بدور الحر الطائي
- (2015): عناية مشددة بدور ضياء
- (2015): امرأة من رماد
- (2016): صدر الباز بدور معروف
- (2016): أحمر بدور رام
- (2016): دومينو بدور جابر
- (2016): بلا غمد بدور الرائد مجد
- (2017): غرابيب سود بدور أبو طلحة
- (2017): شبابيك
- (2018): وهم بدور بيان
- (2018): الفرصة الأخيرة بدور حازم
- (2019): آخر الليل بدور صلاح
- (2019): عن الهوى والجوى (خماسية غريزة أساسية) بدور الدكتور
- (2019): عروس بيروت بدور آدم
- (2020): مقابلة مع السيد آدم بدور ورد
- (2021):  للموت بدور هادي
- (2021): خريف العشاق بدور بدر
- (2023): ابتسم أيها الجنرال بدور وضاح
- (2024): 2024 بدور لؤي

### المسرح
- (2003): وعكة عابرة[3]

## وصلات خارجية
- محمد الأحمد على موقع قاعدة بيانات الأفلام العربية